# Королевская оружейная палата
Королевская оружейная палата (англ. Royal Armouries) — старейший национальный музей в Великобритании, содержащий коллекцию оружия и доспехов.
Имеет три отделения:
- Основная коллекция (Лидс)
- Тауэр (Лондон)
- Коллекция артиллерии (Портсмут)

## История создания
История коллекции оружия и доспехов восходит ко времени постройки самого лондонского Тауэра в XI веке, но вплоть до 1660 коллекция не была доступна для обозрения. Известно лишь, что начиная как минимум с XV века король иногда разрешал посещение коллекции высокопоставленным гостям. В 1660 году король Карл II, вернувшись на трон, открыл коллекцию как музей королевских сокровищ и оружия, включая набор конных скульптур английских монархов и испанские орудия пыток, по преданию захваченные после провала Великой Армады (1588).
В период построения Британской Империи коллекция вооружений продолжала расти, в том числе и за счет захваченного трофейного оружия. Целью музея в тот период было прославление британских военных успехов.
Во второй половине XIX века концепция музея претерпела существенные изменения. Вместо набора диковинок, поражающих воображение публики, музей попытался отразить историческую перспективу, организовав экспозицию в контексте развития королевской власти, технологий и общественных представлений.

## Современное состояние
Непрерывное пополнение коллекции привело к невозможности выставлять в Тауэре хоть сколько-нибудь значительную её часть. В 1988 году открылась артиллерийская экспозиция в Форте Нельсон (возле Портсмута), а в 1996 году открылось новое здание музея в Лидсе, куда была переведена бо́льшая часть коллекции Тауэра.
Музей в Лидсе имеет пять галерей: Военную галерею, Галерею рыцарских турниров, Галереи Обороны, Охоты и Востока. Рядом с музеем имеется площадка для демонстрации средневековых военных и спортивных ритуалов, а также охоты.